# جيمس ليندسي سيوارد
جيمس ليندسي سيوارد هو محامي وسياسي أمريكي، ولد في 30 أكتوبر 1813، وتوفي في 21 نوفمبر 1886. نشط حزبياً في الحزب الديمقراطي. وقد انتخب عضو مجلس نواب جورجيا ‏ وانتخب عضو مجلس النواب الأمريكي ‏.